# Franz Dahlen von Orlaburg

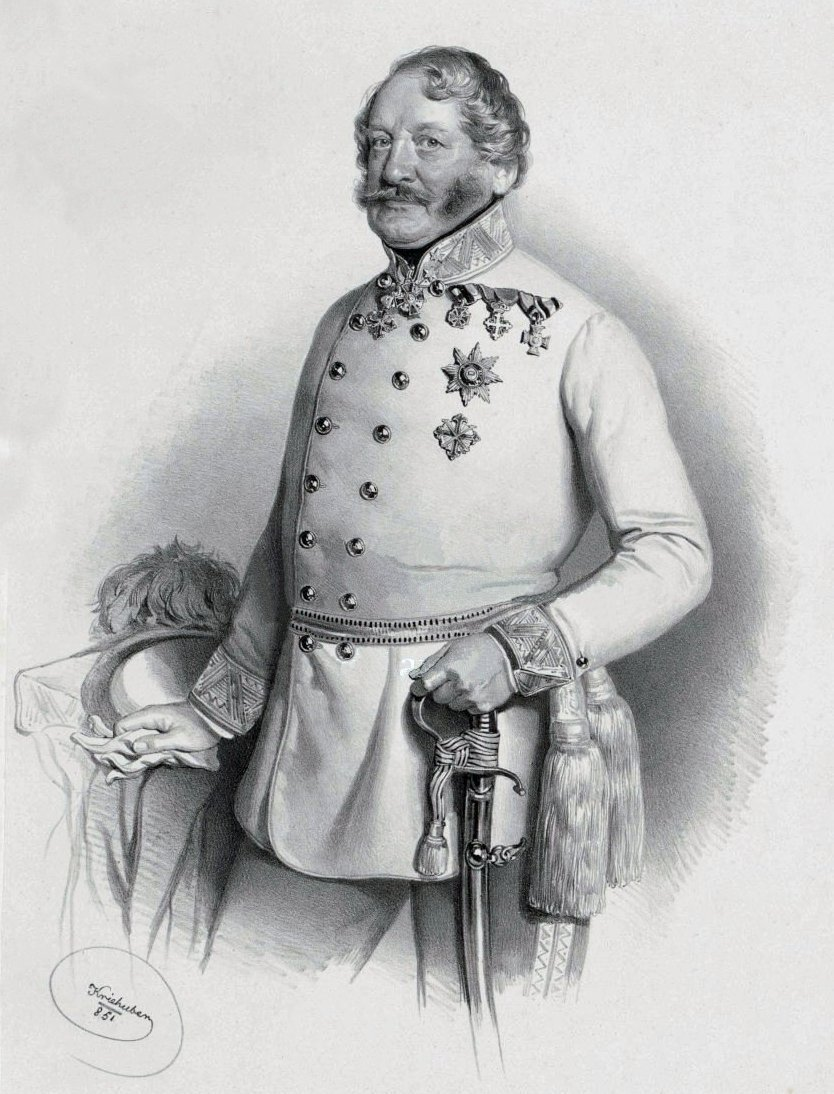
Franz Dahlen von Orlaburg 1840

Franz Freiherr Dahlen von Orlaburg (* 6. Dezember 1779 in Orlat, Siebenbürgen; † 18. Februar 1859 in Graz) war ein deutscher Offizier. Er war k.k. Generalfeldzeugmeister, Inhaber des Infanterieregiments Nr. 59 „Erzherzog Rainer“ sowie Präsident des obersten Militärgerichtshofs. 

## Herkunft
Der Freiherr entstammte einer alten adligen Familie aus Kurland, die sich in Siebenbürgen niedergelassen und Güter erworben hatte.

## Biographie
Seine militärische Laufbahn begann er am 10. Mai 1797 als Kadett beim 40. Infanterieregiment (damals Graf Mittrowsky). Wegen seiner Tapferkeit avancierte er rasch in den Rangordnungen. So wurde er nach der Erstürmung von Santa Lucia am 26. März 1799 zum Fähnrich ernannt, durfte bei der kurz danach geschlagenen Schlacht bereits eine Kompanie anführen und stieg bereits sieben Monate später zum Leutnant auf. Der Kommandierende General in Siebenbürgen, Feldzeugmeister Graf Mittrowski, berief ihn zu seinem Adjutanten, auch wurde er danach mehrere Jahre in rein militärischen Geschäften im Generalkommando verwendet, 1805 Oberleutnant, 1809 Hauptmann im Infanterieregiment Nr. 8 „Erzherzog Ludwig“. Dort diente er in seinem Regiment beim 4. Armeekorps unter Feldmarschalleutnant Fürst Rosenberg in den Schlachten von Regensburg, Aspern und Wagram, sodann im Feldzug gegen Russland 1812. In den beiden folgenden Jahren war er dem Korpskommando des Feldzeugmeister Ignaz Gyulay in der österreichischen Hauptarmee unter Feldmarschall Fürst Schwarzenberg zugeteilt. Nach seinem vorbildlichen Verhalten in der Völkerschlacht bei Leipzig wurde er 1813 außer der Tour zum Major befördert und mit dem St.-Annen-Orden 2. Klasse ausgezeichnet. Nach dem Zweiten Pariser Frieden war er Generalkommandoadjutant und Militärreferent in Venetien.
1821 wurde er als Oberstleutnant beim lombardischen Generalkommando wegen der gelungenen Aufstellung der Truppen in Oberitalien unter Graf Bubna während der Revolution im Piemont vom sardischen König mit dem Ritterkreuz des Ordens der Hl. Mauritius und Lazarus und von der Herzogin von Parma mit dem Kommandeurskreuz des Konstantinischen St. Georgsordens dekoriert. 

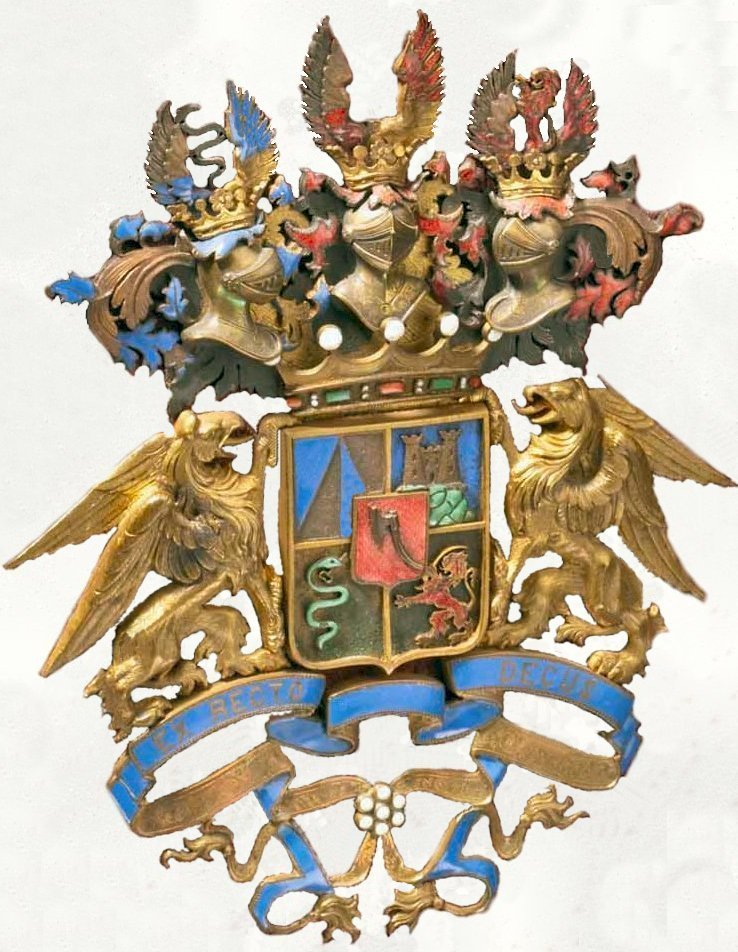
Wappen der Freiherren Dahlen von Orlaburg 1850

Im Juli 1825 ernannte man ihn zum Oberst und Kommandanten des 43. Infanterieregiments „Baron Geppert“ in Kaschau und Erlau. 1830 kam das Regiment nach Zara in Dalmatien, wo Dahlen nach dem unerwarteten Tod des Gouverneurs Baron von Tomassich (Tomašić) die Geschäfte des Generalkommandos über mehrere Monate führte, war danach Stellvertreter des Feldzeugmeisters Graf von Lilienberg sowie Mitglied der Provinzialsanitätskommission mit ausgedehnten Vollmachten.
1832 wurde er zum Generalmajor und Brigadier zuerst in Verona, später in Brescia befördert. Das wirkungsvolle Vorgehen gegen die dort aufgetretene Choleraepidemie brachte ihm das Lob des Generals Radetzky ein.
Nachdem er am 6. April 1840 (Rang vom 10. April des Jahres) zum Feldmarschalleutnant avanciert war, wurde er wegen seiner Tapferkeit und verschiedener weiterer Verdienste am 18. Mai 1840 in den erbländischen Ritterstand erhoben. 1843 war er Divisionär und zweiter Inhaber des Infanterieregiments Nr. 50 „Großherzog von Baden“. Dem folgte 1846 die Beschäftigung als Kordonsoberkommandant in Karlstadt (Karlovac), später als Divisionär in Agram. 1848 zog er mit dem Banus Jelačić über die Drau und blieb dort als Kommandant der Reservetruppen in Kroatien und Slawonien zurück.
Am  5. Februar 1849 wurde dem Offizier der Titel eines Wirklichen Geheimen Rates taxfrei und am 22. Juli 1849 den Orden der Eisernen Krone 1. Klasse verliehen. Am 15. Mai 1850 wurde Dahlen in den Freiherrenstand erhoben und nach seiner Beförderung zum Feldzeugmeister und zum Inhaber des Infanterieregiments Nr. 59 Erzherzog Rainer am 6. Februar 1851 pensioniert, da er dem Ruf des Kaisers nach Wien folgte und dort die Stelle des Präsidenten des Obersten Militärgerichtshofes bekleidete.
1827 heiratete er Marie Ramsaubek († 1832), deren einziges Kind war der spätere  Feldzeugmeister Hermann Josua Anton (1828–1887).

## Wappen
Geviert mit rotem Mittelschild, worin ein aufrecht gestelltes Breitbeil mit goldenem Stiele. 1 von Blau und Silber der Länge nach geteilt, ohne Bild, 2 in Blau auf einem Felsen zwischen zwei runden Türmen eine weiße Burg mit rotem Dache und geschlossenem schwarzen Tore. 3 in Gold eine, gerade aufwärts sich windende Schlange, einen silbernen, den Bart nach unten und auswärts kehrenden Schlüssel haltend, und 4 in Silber ein roter, ein Schwert schwingender Löwe.